# Porsha (underdistrikt i Bangladesh)
Porsha är ett underdistrikt i Bangladesh. Det ligger i den nordvästra delen av landet, 240 km nordväst om huvudstaden Dhaka.
Trakten runt Porsha består till största delen av jordbruksmark. Runt Porsha är det tätbefolkat, med 442 invånare per kvadratkilometer.